# Pedro de Alcántara Fernández de Córdoba y Moncada
Pedro de Alcántara Fernández de Córdoba y Moncada (Madrid, 10 novembre 1730 – Madrid, 24 novembre 1789) è stato un nobile spagnolo, XII Duca di Medinaceli.

## Biografia
Era figlio del duca Luis Antonio Fernández de Córdoba y Spínola e di Maria Teresa de Montcada y Benavides, marchesa di Aitona.
Sarà maggiore Adelantado e Notari maggiori dell'Andalusia, maggiore Adelantado di Castella, gran connestabile di Aragó, maggiore Agutzil della città di Siviglia e delle sette terre, sindaco dei Donzell, della Casa de Campo y Sol di Madrid, del Palau Reial e dei Cavallerisses Reials, dei Reials Alcàssers, Palau e Ribera di Valladolid, del castello e fortezza di Burgos e della Zecca Reale della città, scrivano major dels Hijosdalgo della Reial Cancelleria di Valladolid, maggiordomo maggiore di Carlo III di Spagna e suo gentiluomo di camera.
Morì a Madrid nel 1789 e venne sepolto nel Convento de la Victoria.

## Discendenza
Nel 1747 sposò Maria Francesca Gonzaga e Caracciolo, dalla quale avrà tre figli:
- Luis María Fernández (1749-1806), XIII Duca di Medinaceli;
- Domingo María de Alcántara (1754-1757)
- María Petronila de Alcántara (1756-1760)

Il duca rimarrà vedovo nel 1757 e sposerà in seconde nozze María Petronila de Alcántara Pimentel y Cernesio, dalla quale avrà sei figli:
- María Dominga (1763-?)
- Manuel Antonio (1764-1805)
- María Simona (1768-1770)
- María Soledad (1768-?)
- Antonio María (1769-1845)
- Luis Francisco (1771-1834)